# Avions de Transport Regional

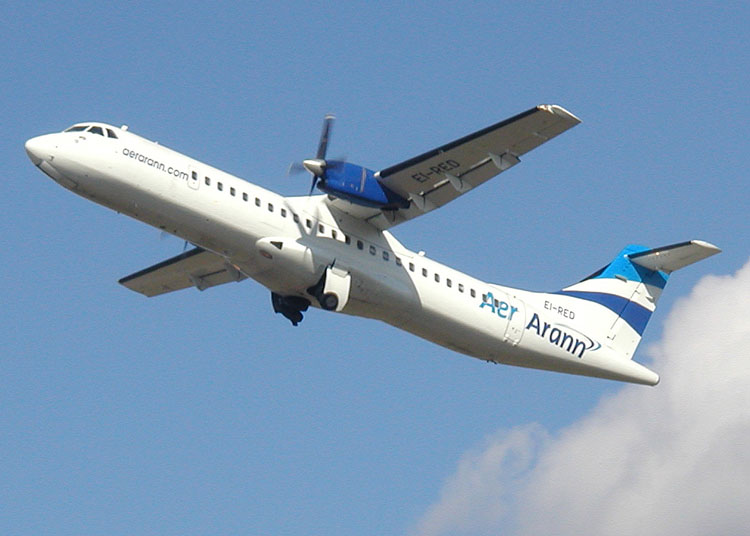
ATR-72.

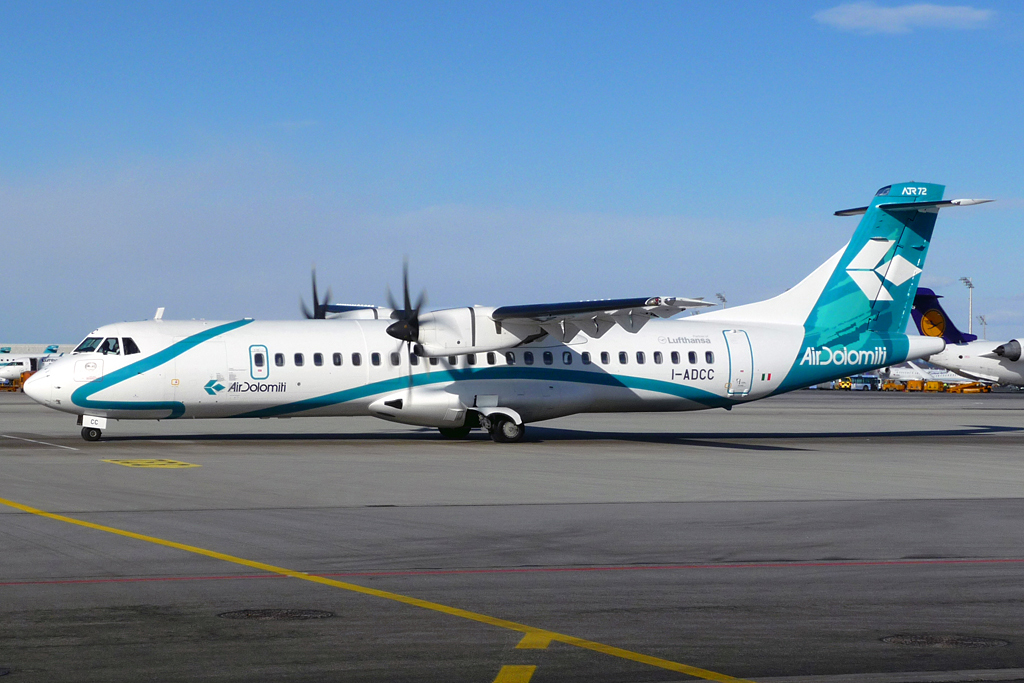
ATR 72-500, Air Dolomiti.

Avions de Transport Regional (ATR) är en italiensk-fransk flygplanstillverkare bildad 1981 som tillverkar turbopropflygplan. Flygplanstyper de utvecklat är ATR 42-300, ATR 42-320, ATR 42-500, ATR 72-201 och ATR 72-212. Den sistnämnda benämns även ATR 72-500.
I september 2010 levererade ATR sitt 900:e flygplan, en ATR 72-500, till TRIP Linhas Aéreas.

### Fotnoter
1. ↑  ”ATR makes 900th delivery”. Arkiverad från originalet den 15 september 2010. https://web.archive.org/web/20100915050717/http://www.flightglobal.com/articles/2010/09/10/347143/atr-makes-900th-delivery.html. Läst 10 september 2010.